# Сахм
Сахм - єгипетська міра площі.
1 Сахм = 1 / 4 даника = 1 / 8  хабби = 1 / 24  кірата = 1 / 576 феддана = 7,293 м ² .